# Aurelio Tolentino
Pour les articles homonymes, voir Tolentino (homonymie).
Aurelio Valenzuela Tolentino, né le 15 octobre 1869 à Guagua (en) et mort le 5 juillet 1915 à Manille, est un dramaturge, poète, journaliste et révolutionnaire philippin. 
Ses œuvres, au tournant du XXe siècle, illustrent son désir de voir les Philippines accéder à l'indépendance. Il a été arrêté à deux reprises, d'abord par les Espagnols, puis par les forces américaines. Il est l'auteur de la pièce anti-impérialiste Kahapon, Ngayon à Bukas (Hier, aujourd'hui et demain).

## Biographie
Né en 1869 à Guagua, ville de la province de Pampanga aux Philippines, ,, il est le troisième et dernier enfant de Leonardo Tolentino et de Patrona Valenzuela. Il obtient son baccalauréat ès arts dans un collège catholique privé de Manille où sa famille s'était installée, le Colegio de San Juan de Letran, puis étudie le droit à l'Université de Santo Tomas.
Plus tard, il déménage à Tondo (Manille) où il devient greffier.
À Tondo, il rencontre Andrés Bonifacio, l'un des fondateurs de Katipunan et futur leader de la révolution philippine contre l'Espagne. Tolentino deviendra un des premiers membres du Katipunan. Il accompagne Bonifacio à la recherche d'un quartier général secret dans les montagnes de la province de Morong (aujourd'hui Rizal) en préparation du début de la révolution philippine.
Il est arrêté peu de temps après le début de la guerre et détenu pendant neuf mois. Il prend part aux campagnes révolutionnaires du général Vicente Lukban après sa libération. Il continue d'appuyer la cause de la souveraineté des Philippines et est l'un des signataires de la Déclaration d'indépendance de Kawit en 1898.
 
Lorsque l'Espagne cède les Philippines aux États-Unis, Tolentino fonde Junta de Amigos, une organisation secrète composée d'anciens Katipuneros qui se battent pour l'indépendance. Plus tard, il tente de réorganiser l'armée révolutionnaire mais échoue, en partie à cause de la reddition d'Emilio Aguinaldo. Cela le conduit à passer de la guerre à la propagande. Il publie plusieurs journaux anti-américains dans les langues tagalog et kapampangan, dont certains ont été interdits par les autorités américaines.
Le 14 mai 1903, son drame en vers, Kahapon, Ngayon à Bukas, est créé pour la première fois au Teatro Libertad de Manille. La pièce appelle à déchirer le drapeau américain, ce qui a été perçu par les spectateurs américains présents dans le public. À la fin de la représentation, Tolentino est rapidement arrêté pour sédition et rébellion. Il est gracié en 1912 par le gouverneur général W. Cameron Forbes, en partie à cause des pressions exercées par Washington.
Après sa libération, il a continué à écrire pour le théâtre. 
Il a également fondé la première coopérative de travailleurs aux Philippines, Samahang Hanapbuhay ng Mahihirap, ainsi qu'El Parnaso Filipino, une école de promotion de la littérature tagalog.
Il est décédé le 5 juillet 1915 à Manille. Il a été enterré dans le cimetière nord de la ville. Sa dépouille a été transférée dans sa ville natale de Guagua en 1921, où elle est enterrée sous un monument commémoratif.

## Œuvres
- (tl) Dakilang asal, Manille, Imp. Tagumpay, 1907.
- (tl) Germinal zarzuelang tagalog na may isang bahagi, Manille, L. Cribe, 1908.
- (tl) Daclat cayanacan, 1921 Lire en ligne.
- (tl) Ing buak nang Ester : ing novela ring anggang novela : salitang Capampañgan, agpang king milabas a panaun, Manille, G. Faustino Pineda Gutierrez, 1931.

## Postérité

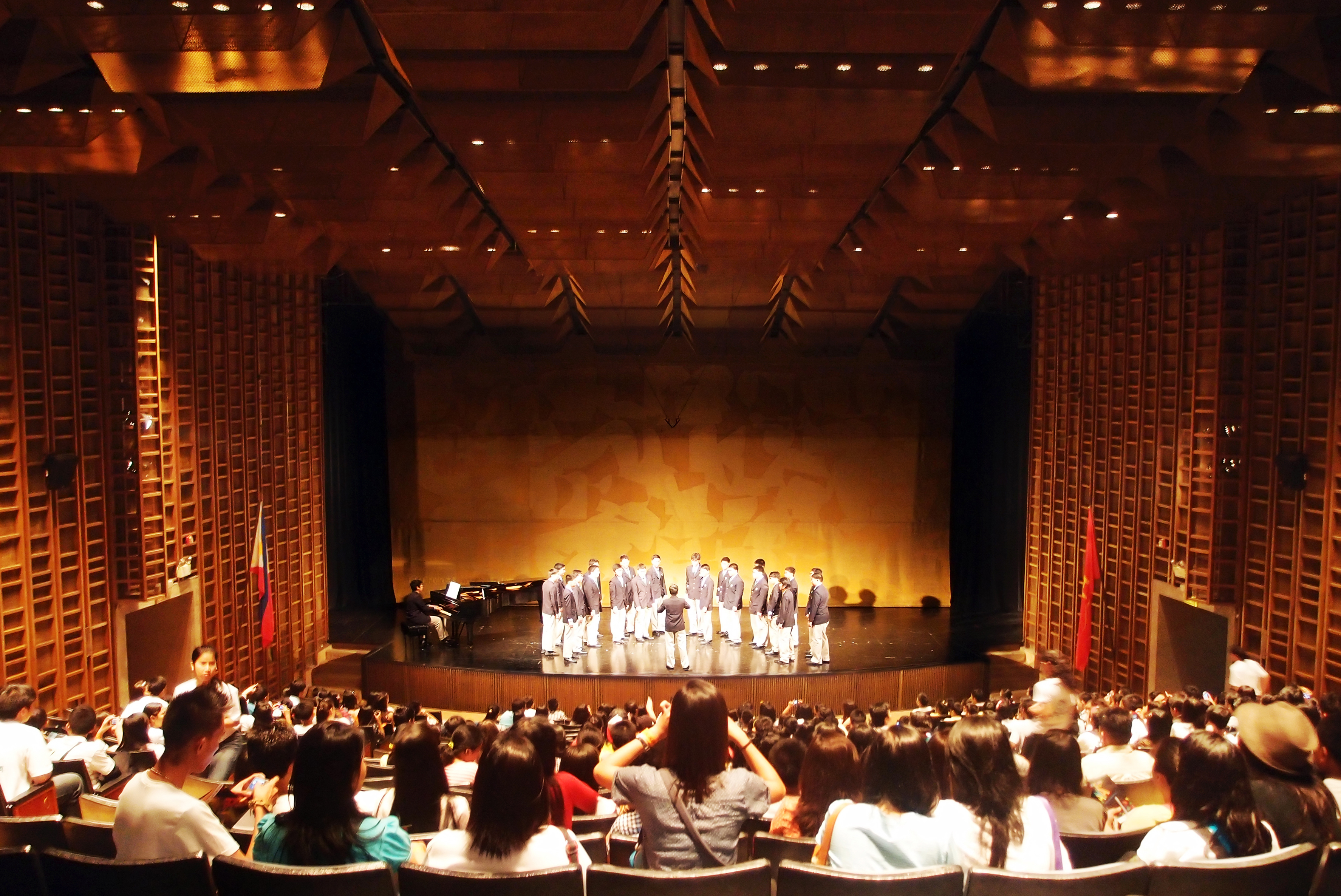
Petit théâtre du Centre culturel des Philippines

- Le nom d'Aurelio Tolentino a été donné au petit théâtre du centre culturel des Philippines.
- Tolentino a été décrit par VJ Mendoza dans la série télévisée de 2013 Katipunan.
- La vie de Tolentino a fait l'objet de l'opéra rock 2017 Aurelio Sedisyoso, mis en scène par Tanghalang Pilipino au Centre culturel des Philippines.